# 法律名称 (普通法系)
在某些法域，包括英国和其他受威斯敏斯特体制影响的司法辖区（如加拿大或澳大利亚），以及美国和菲律宾，主要立法既有简称（short title），也有全称（long title）。
全称（长标题）是位于制定法（例如英国议会法令或美国国会法令）或其他立法文件开头的正式标题。长标题旨在概括说明立法目的或范围。与法律的其他描述性组成部分（例如序言、章节标题、附注和简称）一样，长标题通常不影响法律条款的效力；除非法律条文含义不明，而长标题有助于澄清立法意图。
简称（短标题）是法律在引证时使用的正式名称。尽管长标题通常可以更全面地描述立法目的和效力，但在多数情况下过于冗长，不便使用。例如，简称《1999年上议院法令》的法律全称为“一项为限制因世袭贵族身份成为上议院成员；并就下议院选举投票资格及议员资格之取消作出有关规定；以及相关事务之法”。

## 意义

### 全称
在英国，法律的长标题非常重要，因为根据议会程序，法律案修订不能超出其长标题指称的范围。因此，现代长标题结尾处往往加上“及相关目的”（and for connected purposes），以涵盖更多事项。旧时法令的长标题也称为“指示”（rubric），因为它有时用红字印刷。
直到十九世纪中叶，议会法令才开始使用简称，并且在该世纪末之前，并非每项通过的法令都有简称；因此，当时主要通过长标题来识别法律。后来，许多未废除的旧法律也被赋予了简称。例如，《1689年权利法案》于《1896年简称法》中获得了今天的简称；在此之前，其正式名称一直是“宣布臣民权利与自由及确定王位继承之法”。同样，在美国引发马伯里诉麦迪逊案的《1789年司法法》原正式名称为“设立合众国法院之法”。
传统上，长标题之后会接序言——这是法律中的可选部分，用于阐明若干事实，每项陈述均以“鉴于……”（Whereas...）开头。

### 简称
与位于序言和制定程式（法源和立法机关）之前（因而处于正文之外）的长标题不同，现代立法的简称由专门条款明确规定，通常位于正文的结尾或开头。如上例所示，简称通常仅由几个词构成，先概括描述法律所涉领域或调整对象，后接“法/法令”（Act）及正式颁布年份。特殊情形下，“法令”可能被其他称谓替代，例如“法典”（Code）或“宪章”（Charter） 。
以色列采用了一种独特模式——其立法体例恰好与常规相反。在该国法律中，短标题置于正文之外；而本应作为必备要素的法律摘要说明（即传统意义上的长标题）则转为可选条款，仅当立法者特别规定时才会通过专门条款载明。例如《打击伊朗核计划法》（ Combating Iran's Nuclear Program Act），按常规体例应以如下长标题开篇：
一项旨在制裁协助伊朗推进核计划或获取大规模杀伤性武器及其运载工具之实体，并限制与伊朗境内或其利益相关企业开展商业往来之公司，作为国际社会遏制伊朗核计划努力之组成部分的法令
该法的首条本应写作
本法可引称为“打击伊朗核计划法，5772-2012年”
实际上以简称开头
打击伊朗核计划法，5772-2012年
第一条内容如下
本法的立法目的是：作为国际社会共同遏制伊朗核计划的一部分，对以下主体实施制裁——
（一）协助伊朗推进核计划，或获取大规模杀伤性武器及其运载工具的实体；
（二）在伊朗境内或为伊朗利益从事商业活动的公司。
自1986年起，澳大利亚维多利亚州亦采用类似立法体例，其法律文本包含两个特殊要素：（一）置于正文之外的类短标题；（二）专门条款载明立法目的。该州的法律案仍保留长标题（其内容与立法目的条款近似），以便其仍能发挥限制立法范围的作用。但是，长标题在法律颁布时将被移除，并以注释形式载于法律文本的附录中。
在美国国会制定的法律中，若标题包含年份，必在“法令”与年份间添加介词of。可比较以下立法名称：
- Disability Discrimination Act 1992（英语：Disability Discrimination Act 1992）（澳大利亚）
- Disability Discrimination Act 1995（英语：Disability Discrimination Act 1995） （英国）
- Americans with Disabilities Act of 1990 （美国）

即使国会规定的正式简称未包含年份，在行文补充年份时仍须遵循添加“of”的传统。此惯例为美国多数州所沿用，但也有例外；比如宾夕法尼亚州议会合并费城市与费城县政府的法律，虽非正式名称，但通常被称为Act of Consolidation, 1854。
加拿大议会通过的绝大多数法律不将颁布年份纳入简称。菲律宾国会立法命名主要沿袭美国习惯，但许多综合性立法也有变例，比如在标题结尾，或在“of [year]”前，使用Law替代常规的Act。
自20世纪初以来，美国逐渐习惯在重要法律的短标题中加入关键立法者的名字。这一做法最初仅属非正式惯例——立法者名字被法律专著和法院意见引用，但不会载入公开颁布的法律文本。后来，国会议员开始正式将自己的名字写入短标题（藉此青史留名），例如《哈特-斯科特-罗迪诺反垄断改进法》和《多德-弗兰克华尔街改革和消费者保护法》。部分州（如加利福尼亚）的法令短标题甚至仅包含立法者名字，典型如《兰特曼-佩特里斯-肖特法》，该法令作为“5150条款”的依据，规范了对精神病人的非自愿临时拘留程序。
立法草案（法案）也使用短标题，但以Bill代替颁行法中的Act。

### 法律解释
在司法实践中，简称和全称所发挥的解释作用不尽相同。
在Re Boaler 中，Buckley LJ 表示：
我认为，仅出于识别目的而非立法目的，授权以特定名字指称该法律，这无关紧要。“本法可引称为Vexatious Actions Act 1896”这一表述并不产生任何立法效力。其作用仅在于创设一个名称，至于该名称的描述是否准确并不重要。为佐证此观点，我援引以下判例：霍尔丹勋爵在Vacher & Sons v. London Society of Compositors (2)中关于Trade Disputes Act, 1906名称的论述，莫尔顿勋爵在同案(3)中的意见，以及后者在National Telephone Co. v. Postmaster-General(4)中的进一步阐述。
(2) [1913] A. C. at p. 114.
(3) [1913] A. C. at p. 128.
(4) [1913] A. C. 546, at p. 560.
在R v Wheatley案中，Bridge LJ就Explosives Act 1875和Explosive Substances Act 1883作出如下评论：
经审查两部法律所含条文性质——尤其在对比短标题与长标题后——本法庭认定二者显属同主题法（in pari materia）...

## 风格

### 定冠词
《澳大利亚法律引用指南》建议，引用英国制定法时，应省略法律名称开头的定冠词。

### 逗号
最初的短标题在年份前有一个逗号。是否保留该做法视国家而定：爱尔兰和英国已取消这一规定，但加拿大仍保留。

#### 英国
由于逗号不是议会法令的一部分，因此无需使用逗号；尽管现在的法案起草人使用规范标点符号，并且国王特许出版的立法文本中也包含此标点。
在法令印刷本中省略年份前逗号的做法，源自首席立法顾问诺埃尔·赫顿爵士的注释说明（参见The Citation of Statutes 82 LQR 24-24）。但该注释的权威性受到质疑（参见Halsbury's Laws of England, Fourth Edition, Reissue, Volume 44(1), footnote 10 to paragraph 1268）。
格兰维尔·威廉姆斯表示，引用1963年之前通过的法令，省略年份前的逗号“似属合理”。

#### 美国
美国国会通过的联邦拨款法在命名时有特殊标点规范。自2000年代起，此类法律标题在Appropriations Act与年份之间使用逗号而非“of”连接。但此前的1990年代已有先例：Omnibus Consolidated and Emergency Appropriations Act, 1999即采用此种命名模式。

#### 爱尔兰
在引用法令的短标题时，若年份前后存在不影响句意表达的逗号（非语法必需），则可予以省略。 

## 历史
自十九世纪下半叶以来，简称已成为立法中引用既有制定法的通行方式。在英国，此举取代了旧有的引用模式——同时列明法律长标题、章节编号及获御准的议会会期所在的君主统治年份。例如，现代立法仅需称《1845年证据法》，而旧式引用则不得不采用如下冗长表述：“维多利亚女王在位第八及第九年通过之第一百一十三章，题为《促进特定官方档案及其他文书作为证据采纳的法令》”。
引入简称，是因为制定法名称（长标题）日益冗长，以致无法有效发挥引证功能。例如19 Geo. 2. c. 26（《1746年褫夺凯利伯爵等人法权之法》）的长标题，由于列举了三十余人的名字和头衔，在官方刊印版本中长达65行，逾400词。
英国议会法令采用简称的制度始于19世纪40年代。后续修订法令在赋予自身短标题的同时，亦开始为早期法令补设短标题。最终，《1892年简称法》（55 & 56 Vict. c. 10）出台，几乎为当时存续的所有法律都创设了简称。后该法被废止，由《1896年简称法》取代，后者为约2000部法律赋予简称。《1951年简称法（北爱尔兰）》则为179部适用于北爱尔兰的法律确立简称。通过《1964年制定法修订法（苏格兰）》，164部苏格兰合并前的议会立法获得了简称。此外，《1948年制定法修订法》《1977年制定法（废除）法》及《1978年制定法（废除）法》亦陆续授予更多简称。
在爱尔兰，《1962年简称法》《2007年制定法修订法》《2009年制定法修订法》及《2012年制定法修订法》等法律，已为既有法律赋予了具有溯及力的简称。

### 废除
若某部旧法律在被赋予简称时，其大部分条文已废止，则该简称可能仅反映当时仍生效的部分内容。例如，59 George III c.84原为爱尔兰公共资金道路建设监管法，然至1873年，经《制定法修订法》修改后，唯将金塞尔设为男爵领的条款仍未废除，故1896年所授简称定为《1819年金塞尔法》。
如果赋予简称的法律后来被废除，则一般不影响该简称继续使用。在英国，即使授予某项法令简称的制定法已废止，该法令仍可继续以被授权的简称引用。
在爱尔兰，即使授予某项法令简称的制定法已被废止，在不影响其他引用方式的前提下，该法令仍可继续沿用原简称。

### 更名
在少数情况下，特定法令会拥有多个简称；当后续修订致使先前名称不再准确时，就要改变名称。1992年版《以色列基本法》——即所谓“直接选举法”——使以色列总理一职改为直选，立法机关将总理选举相关条款增补至《1969年议会选举法》中，并将其更名为《1969年议会与总理选举法》。随着2001年废除总理直选制度，该法律名称又恢复原状。
在英国法被他国法律体系“继受”的过程中，部分立法最终在不同法域形成了相异的简称。例如，1867年创建加拿大的议会法令，在加拿大正式称为《1867年宪法法令》，但在英国法中仍沿用《1867年英属北美法》。同样，爱尔兰王国议会制定的21 & 22 George III c.48，在北爱尔兰称为《1781年耶尔弗顿法（爱尔兰）》，而在爱尔兰共和国则命名为《1781年历法法》；这两个简称分别由北爱尔兰议会和爱尔兰议会通过专门法令指定。

## 使用示例（不同法域）
大多数简称都包含一个描述性短语，后跟立法类型和颁布年份；例如，《1998年人权法》是1998年获得御准的一项有关人权的议会法令。但也存在一些例外，比如《1689年权利法案》在英国的正式简称（由《1896年简称法》确定）就叫“权利法案”，没有年份，而且它并非法律议案而是正式通过的法令。
范围更狭小的立法可能以括注添加限定短语，例如《2002年道路交通（车辆排放）规定》（Road Traffic (Vehicle Emissions) Regulations 2002）。
与其他法律相关的法律（例如修正案）在自己的简称中就包含这些相关法律的简称，例如《2010年〈2007年可持续社区法〉（修正）法》（Sustainable Communities Act 2007 (Amendment) Act 2010）。后续颁布的法律可能会出现特别长的简称；例如，《1868年工匠和劳工住所法》，经《1869年〈1868年工匠和劳工住所法〉（修正）法》修订，而该法又经《1880年〈1869年〈1868年工匠和劳工住所法〉（修正）法〉（修正）法》（Artizans' and Labourers' Dwellings Act 1868 (Amendment) Act 1879 (Amendment) Act 1880）修订。最近的简称惯例是，修正“Foo Act yyy1”的法令将简称为“Foo (Amendment) Act yyy2”。
如果某项法律与同一年通过的另一项法律标题相同，则会添加序数词以示区别；这在财政法令（《2010年财政法令（第3号）》，Finance (No. 3) Act 2010）和使某项法令部分内容生效的生效令（《1998年〈1995年环境法〉（苏格兰）生效令（第13号）》，Environment Act 1995 (Commencement No.13) (Scotland) Order 1998）中尤为常见。但是，对于修订其他法律的法律，此序数编号不会每年重置；例如，尽管2018年以色列刑事诉讼法仅进行了两次修订，但该修订的标题编号为第81号和第82号。
在爱尔兰，《2012年宪法第三十一修正案（儿童）法令》于2015年而不是2012年颁布。该法令于2012年在爱尔兰议会两院通过，但经过全民公投和法庭挑战后，直到2015年才由总统签署成为法律。该法令的第2(2)条规定了其简称，因而在两院通过后到法令颁布前不能修改（尽管爱尔兰议会仍可以进行后续修订）。根据宪法规定，该法的全称“宪法修正案”（An Act to Amend the Constitution）甚至比简称还短。

### 英国
“法令”之后的措辞在不同法域略有不同。在某些司法辖区（包括英国），长标题以“一项......法令”（An Act to ...）开头。例如，《1999年上议院法令》的全称是“一项为限制因世袭贵族身份成为上议院成员；并就下议院选举投票资格及议员资格之取消作出有关规定；以及相关事务之法”。尚未通过的法律案以Bill一词取代Act。因此，在通过之前，《1999年上议院法案》的长标题是“一项限制……的法案”。由于长标题起到界定法案范围的作用，许多英国法全称相当长。

### 美国
美国国会大多数法令的长标题都是“An Act to…”，而拨款法的开头却是“An Act making appropriations for…”。法案以“A Bill for an Act…”开头。美国各州的立法在确切措辞和长标题的详尽程度上有所不同。伊利诺伊州的一个典型长标题是“有关安全的法令”，仅对主题进行了宽泛描述。与之相反，新罕布什尔州最近出台了一项法律，标题很长：“关于建立市政债券撤销程序、授权管理机构召开特别会议考虑削减或撤销拨款、以及明确特殊程序以使城镇能够适当响应《2009年美国复苏与再投资法》的法令”。

### 欧洲联盟
欧盟法中的立法以字母和数字组合形式引用，例如“(EU) 2015/35”作为简称；但偶尔也会有描述性简称，例如 (EC) No 1234/2007（单一CMO条例），REACH法规。

### 爱尔兰
某项法令可能在制定法或其他文件以简称引用。

### 澳大利亚
比起英国，澳大利亚的长标题更像美国，因为它们简短而宽泛；例如，“一项法案，旨在推进建立汽车转型计划，及相关目的”（A Bill for an Act to provide for the establishment of the Automotive Transformation Scheme, and for related purposes）。然而，并非所有州都使用长标题，法令可能有明确的立法目的条款。

### 新西兰
直到1999年，新西兰一直使用全称和简称。自2000年1月1日起，它们被单一名称取代。

### 南非
南非的长标题省略开头的“An”。